# Благо Петлов
Благо Тодоров Петлов е български политик, кмет на Добринища и революционер, член на Вътрешната македонска революционна организация.

## Биография
Благо Петлов е роден в 1890 година в разложкото село Добринища, тогава в Османската империя в семейството на добринищкия търговец Тодор Петлов. Благо завършва четвърто отделение. Баща му търгува с маслини, риба, памук и други беломорски стоки от Сяр, Драма и Кавала. Тодор е убит в есента на 1903 година от помаци при потушаването на Илинденско-Преображенското въстание и Благо поема издръжката на семейството. Занимава се със земеделие. Става кмет на Добринища. Влиза във ВМРО и става ръководител на организацията в Добринища. След разцеплението на организацията подкрепя михайловисткото крило. Въпреки това по време на въоръжения сблъсък между михайловистите и протогеровистите в края на 20-те и началото на 30-те години на XX век, като кмет на Добринища не допуска убийства и укрива преследвани членове и на двете групировки.
Негов син е лекарят и краевед Тодор Петлов.